# Залишаны
Залиша́ны (укр. Залишани) — село, входит в Полесский район Киевской области Украины.
Население по переписи 2001 года составляло 364 человека. Почтовый индекс — 07054. Телефонный код — 4592. Занимает площадь 10 км². Код КОАТУУ — 3223583601.
В 1827—1850 годах в двух верстах от села действовал Городищенский Георгиевский старообрядческий женский монастырь.

## Местный совет
07054, Київська обл., Поліський р-н, с. Залишани, вул. Покровська, 1